# Николаевка (Новомиргородская городская община)
Никола́евка (укр. Миколаївка; до 2016 — Кру́пское, ранее Ви́нтель-Никола́евка, ранее Байлово) — село в Новомиргородской городской общине Новоукраинского района Кировоградской области Украины.
До 2020 года входило в Новомиргородский район
Население по переписи 2001 года составляло 88 человек. Почтовый индекс — 26014. Телефонный код — 5-256. Код КОАТУУ — 3523883603.